# 嘉陵花小煤炱摩多变种
嘉陵花小煤炱摩多变种（学名：Meliola popowiae var. monodorae）是属于小煤炱目小煤炱科小煤炱属的一种真菌，寄生在番荔枝科植物上。该种分布于中国、乌干达、加纳。